# Вагали (Горайская волость)
Вагали — деревня в Горайской волости Островского района Псковской области.
Расположена на левом берегу реки Великая, в 29 км к юго-востоку от города Остров и в 8 км к юго-востоку от волостного центра, деревни Крюки. В этом же районе на реке Синяя есть вторая одноимённая деревня.
Численность населения деревни по состоянию на 2000 год составляет 14 человек.